# 小行星24835
小行星24835（(24835) 1995 SM55，也写作(24835) 1995 SM55）是柯伊伯带的一颗海王星外天体。

## 发现
它在1995年9月19日由Nichole M. Danzl发现。

## 起源
基于妊神星族天体有着类似的红外水冰吸收和中性可见光谱 以及轨道元素相仿，柯依伯带天体1995 SM55, (19308) 1996 TO66, (55636) 2002 TX300, (120178) 2003 OP32, and (145453) 2005 RR43都源于矮行星妊神星的碰撞产物。